# Decencio de León
Decencio fue obispo de León entre los siglos III y IV.
La única noticia histórica acerca de este prelado es su asistencia al concilio de Elvira, celebrado en fecha indeterminada en torno al año 300. 
Los historiadores de la diócesis de Astorga lo mencionan como obispo de esta sede, suponiendo que Astorga y León estaban unidas en esta fecha, aunque otros autores rebaten esta opinión.